# Terézia Vansová
Terézia Vansová (Zvolenská Slatina, 18 aprile 1857 – Banská Bystrica, 10 ottobre 1942) è stata una scrittrice, etnografa e traduttrice slovacca.
Fu rappresentante della prima generazione del realismo slovacco, fondatrice del giornale femminile "Dennica" e promotrice del teatro amatoriale.

## Biografia
Discendeva dalla famiglia nobiliare dei Medvecký z Medvedzieho a Malého Bysterca. La sua famiglia ebbe grande influenza sulla sua attività letteraria. Fra i suoi sei fratelli e sorelle, la sorella Adela fu moglie del poeta Janko Čajak e poi dello scrittore ed etnografo Pavol Dobšinský. Ricevette la sua prima istruzione alla scuola elementare di Zvolenská Slatina, quindi alla scuola privata femminile di Banská Bystrica e a Rimavská Sobota, ma fu anche autodidatta. Nel 1875 sposò il pastore protestante Ján Vansa e si trasferì a Lomnička, dove incominciò a scrivere le sue prime poesie non solo in slovacco, ma anche in tedesco. Durante il periodo in cui risiedette a Rimavská Píla incominciò a dedicarsi intensamente alla sua attività di scrittrice. Oltre alle sciagure che colpirono i suoi familiari (a Lomnička le era morto un figlioletto, nel 1922 il marito commise suicidio), dovette affrontare gravi problemi esistenziali.

## Attività letteraria
La sua attività letteraria fu influenzata dal realismo, sebbene nelle sue prime opere aleggino ancora tratti di idealismo. Con le sue opere si rivolse soprattutto al pubblico femminile. Fu una pioniera del romanzo femminile e le sue opere influenzarono altre autrici di romanzi, come Hedwiga Courts-Mahlerová. I temi delle sue opere presentano spesso notizie di attualità, con le quali tenta di attirare l'attenzione dei lettori. Oltre all'avventura offre un quadro variopinto della società della sua epoca, mode, abitazioni, sicché le descrizioni dei suoi libri offrono spesso quadri viventi. Pubblicò anche le biografie dei suoi familiari, ma solo su periodici. Mise in rilievo l'identità ceco-slovacca, propagandò la cultura ceca, soprattutto le opere di Božena Němcová, che tradusse in slovacco. I suoi interessi politici e personali trovarono riflesso anche nella sua opera, così come la sua attività sociale e le sue esperienze di vita. Nel 1927 ricevette un premio statale per il romanzo Kliatba ("La maledizione").

### Opere

#### Prosa
- 1875 – Moje piesne, ciclo di poesie in tedesco
- 1884 – Jedlička, novella
- 1884 – Rozsobášení, novella
- 1885 – Čo si rozprávali klobúky
- 1885 – Suplikant
- 1885 – Humoreska
- 1886 – Lesť nad lesť
- 1886 – Ideál
- 1886 – Potopa, pezzo teatrale per bambini
- 1888 – Julinkin prvý bál
- 1889 – V salóne speváčky, commedia teatrale
- 1889 – Sirota Podhradských
- 1890 – Obete márnomyseľnosti
- 1892 – Ohlášky
- 1893 – Prsteň
- 1896 / 1897 – Pani Georgiadesová na cestách, racconto di viaggio
- 1897 – Svedomie, pezzo teatrale
- 1898 – Nové šatočky
- 1901 – Ľúbezní hostia, pezzo teatrale
- 1906 – Môj Jožko, pezzo teatrale
- 1911 – Dve novelky
- 1914 –  Nová kuchárska kniha
- 1919 – Milku dajú na edukáciu
- 1919 – Vlčia tma
- 1922 – Biela ruža
- 1922 – Chovanica
- 1922 – Z našej dediny
- 1926 – Kliatba, romanzo
- 1927 – Boženka - Divočka
- 1928 – Ako zo svojho a iná próza
- 1930 – Sestry, romanzo
- 1931 – Z fary a zo školy
- 1933 – Ilenin vydaj a iná próza

#### Biografie
- 1900 – Terézia Medvecká, rodená Lange, sua madre
- 1926 / 1927 – Môj muž, il marito Ján Vansa
- 1903 / 1904 – Paľko Šuška, novella sull'alunno dei suoi genitori
- 1905 – Danko a Janko, novella sugli episodi dell'infanzia di suo marito e dell'amico Daniel Lauček

#### Traduzioni
- 1928 – Božena Němcová: Babička
- 1928 – Božena Němcová: Podhorská dedina
- 1930 – Božena Němcová: Pán učiteľ